# Dermoleksja
Dermoleksja – zdolność do odtwarzania kształtów oraz odczytywania znaków zakreślonych tępym narzędziem lub palcem po skórze. Badanie dermoleksji obok badania stereognozji, dyskryminacji czuciowej oraz badania umiejscowienia bodźca należy do badania czucia na poziomie korowym.